# Classe Castle
Les corbetes de la classe Castle van ser unes corbetes de la Royal Navy que es van usar durant la Segona Guerra Mundial com a escorta antisubmarina dels combois aliats durant la batalla de l'Atlàntic.
Aquestes corbetes eren una versió millorada de la més nombrosa classe Flower de la Royal Navy i van començar a posar-se en servei a finals del 1943. El seu disseny pretenia millorar les corbetes de la Classe Flower que s'havien dissenyat per a escortes a prop de la costa. La majoria van ser operades per la Royal Navy i la Royal Canadian Navy. La majoria van ser retirades del servei actiu al final de la Segona Guerra Mundial.
El nom d'aquesta classe de corbetes ve donat perquè se les anomenava amb noms de castells del Regne Unit.

## Origen de la classe
El terme "corbeta" fou originàriament el nom francès d'un petit vaixell de guerra, entremig de les fragates i els sloops. A la dècada dels 30 del segle xix aquest nom va ser adaptat per la Royal Navy per als seus vaixells de mida semblant i que operaven com a escortes de vaixells. Amb l'arribada de la navegació a motor, els vaixells d'aquest tipus van créixer en mida i armament. A finals de la dècada dels 70 dels segle xix el terme "corbeta" com a categoria en la seva classificació naval va anar decaient; Les fragates i les corbetes es van combinar en una nova categoria, el creuer
En els mesos anteriors a la segona guerra mundial la Royal Navy va tornar al concepte d'un petit vaixell d'escorta. Les corbetes de la classe Flower estaven basades en el disseny de la Southern Pride, un balener, i es van classificar com a corbetes, restaurant-ne la classificació.

## Disseny
L'Almirallat havia decidit de deixar de construir les corbetes de la Classe Flower a favor de les fragates de la Classe River ja que les Flower estaven dissenyades per a les escortes prop de la costa i no eren gaire satisfactòries per servir als combois de l'Atlàntic. Eren lentes, tenien poc armament i capficaven molt amb mala mar, la qual cosa esgotava a les seves tripulacions que s'allotjaven a la proa.
Tot i això, moltes drassanes no eren prou grans per a construir fragates. La classe Castle es va dissenyar per ser construïda amb la meitat d'esforç del que costaria construir una fragata de la classe Loch. La classe Loch era similar a la River però es construïen seguint un sistema de prefabricació.
L'armament diferia del de les corbetes de classe Flower, les càrregues de profunditat van ser substituïdes per un morter antisubmarí Squid i el canó BL Mk IX de 4 polzades es va substituir pel nou model QF Mk XIX de 4 polzades que permetia també el tir antiàeri.
El motor era idèntic al de les Flower, un motor comercial de triple expansió, d'ús a la marina mercant, en comptes de les turbines de vapor. Això significava que la majoria del personal de la Reserva Naval i el Cos Reial de Voluntaris de la Reserva Naval que les tripulava estiguessin familiaritzats en el seu ús. Per contra les seves tripulacions creien que tenia poca potència.

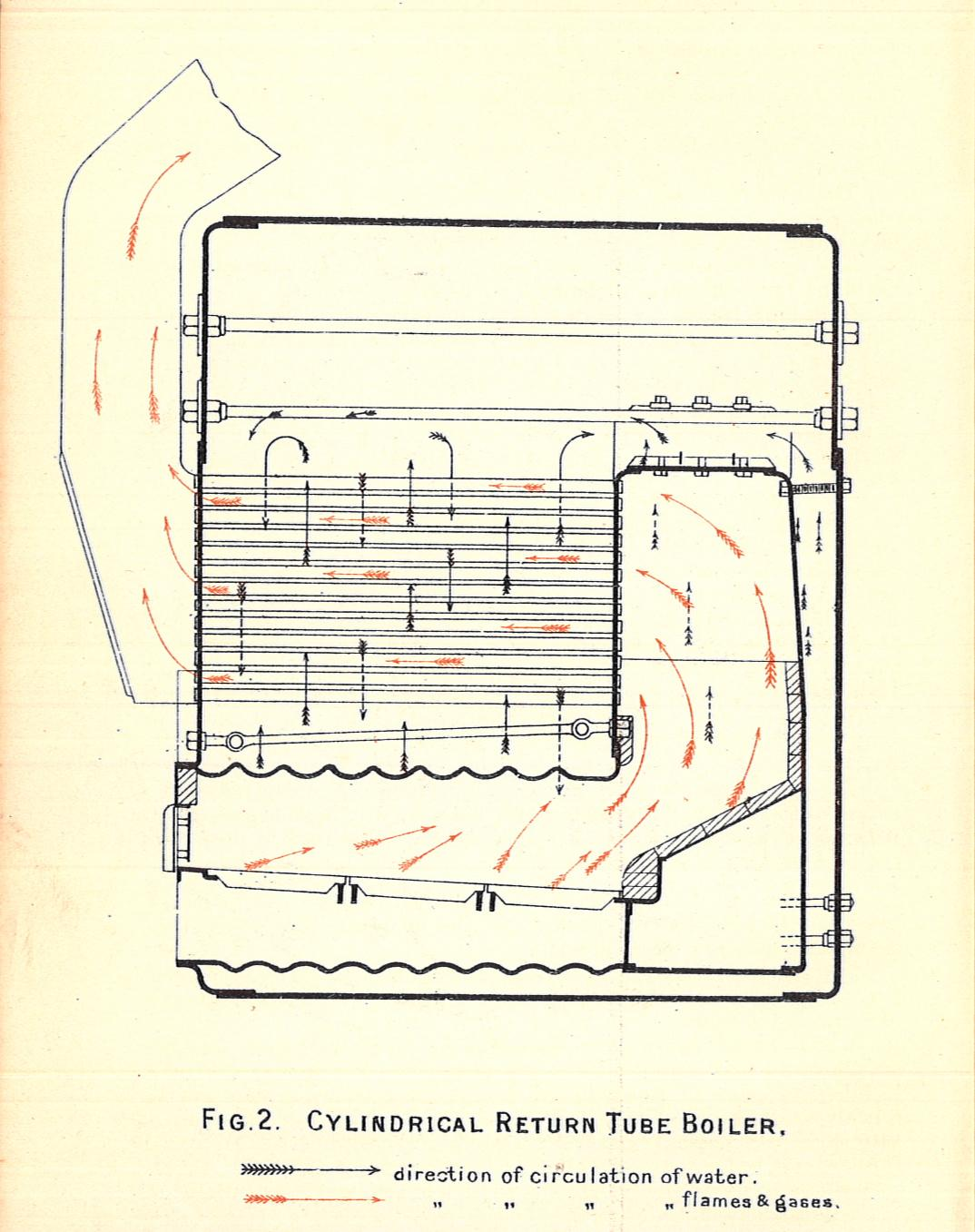
Secció d'una caldera Scotch marine. De tubs de foc, disposició semblant a la d'una locomotora de vapor.
Animació d'un motor de triple expansió simplificat. El vapor d'alta pressió (en roig) provinent de la caldera passa al motor i s'extreu com a vapor de baixa pressió (en blau) al condensador.

Moltes de les corbetes de la classe Castle van ser retirades del servei a finals dels anys 50 del segle xx. La darrera Castle en actiu va ser el vaixell d'entrenament uruguaià Montevideo, originalment HMS Rising Castle, que es va desballestar el 1975.